# Българско военно гробище (Полог)
Българското военно гробище в Полог е създадено по време на Първата световна война. 
В него са погребани 449 загинали войници от 39-и пехотен солунски полк по време на боевете при река Черна на 10 и 11 ноември 1916 година.
Гробищата са локализирани от Министерството на отбраната на Република България.